# أياريث
بلدية أياريث (بالإسبانية: Allariz) هي بلدية تقع في مقاطعة أورينسي التابعة لمنطقة غاليسيا شمال غرب إسبانيا.

## الديموغرافيا
بلغ عدد سكان بلدية أياريث 5.985 نسمة عام 2011 (وفقاً للمعهد الوطني للإحصاء الإسباني).
| 5.178 | 5.151 | 5.151 | 5.351 | 5.506 | 5.821 | 5.985 |